# The Game Awards 2018
The Game Awards 2018 fue una entrega de premios que galardonó a los mejores videojuegos de 2018. Fue producido y presentado por Geoff Keighley, creador y productor de The Game Awards, y se celebró ante un público invitado en el Microsoft Theater de Los Ángeles el 6 de diciembre de 2018. El evento se retransmitió en directo a través de más de 45 plataformas digitales. El espectáculo contó con actuaciones musicales de Harry Gregson-Williams, Daniel Lanois, Lena Raine y Hans Zimmer, y presentaciones de invitados famosos como Jonah Hill, los hermanos Russo, Brendon Urie y Christoph Waltz. El espectáculo comenzó con un discurso de grupo de Reggie Fils-Aimé de Nintendo, Shawn Layden de PlayStation, y Phil Spencer de Xbox, en representación de la unidad de la industria. Keighley comenzó a planificar la exposición inmediatamente después de la ceremonia anterior, y pasó meses viajando a estudios de todo el mundo para conseguir anuncios y tráilers.
God of War y Red Dead Redemption 2 recibieron ocho nominaciones cada uno, la mayor cantidad en la historia de los Game Awards en ese momento. En la feria, Red Dead Redemption 2 empató como el juego más premiado de la historia de la feria con cuatro galardones, y God of War fue galardonado como Juego del año. Se presentaron varios juegos nuevos, como Far Cry New Dawn, Hades y The Outer Worlds. En asociación con el evento, se llevaron a cabo ventas en la mayoría de los escaparates digitales para los nominados y antiguos ganadores. La edición de 2018 fue vista por más de 26,2 millones de espectadores, la mayor cifra de su historia hasta la fecha, con cuatro millones de espectadores simultáneos en su momento álgido. En general, los medios de comunicación la acogieron positivamente, con elogios para el discurso de apertura y los anuncios, pero algunas críticas por centrarse más en las revelaciones que en los premios.

## Antecedentes

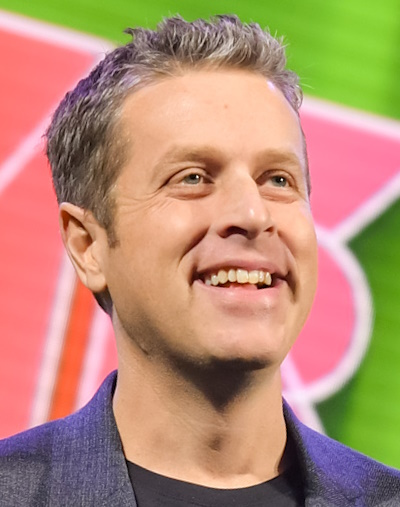
El presentador y productor Geoff Keighley pasó meses viajando a estudios de todo el mundo para conseguir anuncios para el programa.

Como en anteriores ediciones de The Game Awards, el presentador y productor fue el periodista canadiense Geoff Keighley. Este volvió como productor ejecutivo junto a Kimmie Kim, y Richard Preuss y LeRoy Bennett regresaron como director y director creativo, respectivamente. Keighley comenzó a trabajar en The Game Awards 2018 inmediatamente después de la ceremonia anterior realizando un postmortem y reservando el Microsoft Theater. Pasó a trabajar a pleno rendimiento en julio de 2018, tras el E3. Pasó meses viajando a estudios de todo el mundo para asegurar anuncios y tráilers, y reuniéndose con desarrolladores para discutir cómo revelar sus juegos; pasó julio y agosto reuniéndose con socios de distribución en China y visitando diez estudios de juegos (incluidos FromSoftware, Kojima Productions y PlatinumGames) en Japón, seguido de algún tiempo en Europa. En septiembre visitó la sede de Rockstar Games en Nueva York para hablar de cómo presentar Red Dead Redemption 2 en la feria.
El equipo central que trabaja en el espectáculo a lo largo del año está formado por cuatro o cinco personas. El presupuesto para 2018, determinado en julio, era de varios millones de dólares; Keighley financió personalmente el espectáculo mientras recaudaba dinero de editores y patrocinadores. En agosto ya se estaban barajando algunos conceptos, como la participación de Hans Zimmer, que en un principio participó en la edición anterior pero abandonó la idea por otros compromisos. Keighley empezó a contratar presentadores en octubre, y a mediados de mes ya tenía a desarrolladores como Josef Fares y Jeff Kaplan; habló con Peter Jackson sobre una colaboración, pero no llegó a buen puerto. Para la ceremonia de 2018, el equipo de producción se centró en la iluminación del escenario para lograr la inmersión. Una vez que el equipo aprobó los diseños de Bennett en septiembre, pasaron a la fase de presupuestación, en la que a menudo se recortaban ideas. A finales de octubre, once miembros del equipo de producción se trasladaron a un complejo de oficinas de cuatro edificios en Santa Mónica, pasando de las reuniones virtuales; en diciembre, cientos de personas contribuyeron finalmente a la producción.
Keighley calculó que trabajó en el programa unas 18 horas diarias de agosto a noviembre, y 19 horas el último mes. Kim sentía que tenía una dinámica del yin y el yang con Keighley. Le preocupaba que pasara demasiado tiempo preocupado por los pequeños detalles; Keighley se mostró de acuerdo, señalando que disfrutaba con el trabajo y que no se arrepentía, pero que quería emplear a más gente en el futuro para cambiar su enfoque. El objetivo de Kim era que el espectáculo estuviera terminado en un 80 % o 90 % antes de Acción de Gracias, en noviembre, cuando el equipo se tomó una semana de descanso. Para mantener el secreto, un equipo de seguridad supervisó los ensayos. Keighley ocultó secretos a su equipo y los miembros más veteranos de la producción sólo se enteraron de algunos anuncios en los días previos al espectáculo; los trailers sólo aparecían con nombres en clave y duraciones previstas. Keighley escribió la mayoría de sus propios guiones, mientras que Gabe Uhr y Kyle Bosman escribieron para los presentadores. Durante los ensayos, Keighley permaneció cerca del Microsoft Theater alojándose en el hotel Ritz Carlton, situado al otro lado de la calle.
El espectáculo se celebró en el Microsoft Theater de Los Ángeles el 6 de diciembre de 2018. Se retransmitió en directo en más de 45 servicios digitales de todo el mundo. Stephen Ma de Tencent se unió a los premios como asesor; la ceremonia se retransmitió en directo en más de 15 plataformas en China. La ceremonia comenzó con un discurso en grupo de Reggie Fils-Aimé de Nintendo, Shawn Layden de PlayStation, y Phil Spencer de Xbox. Keighley había querido reunir a los tres líderes desde la creación de la feria en 2014, ya que consideraba que era una metáfora para unir al sector. Aunque los tres líderes se mostraron personalmente de acuerdo con el discurso, fueron necesarios varios meses de negociaciones antes de su confirmación; Keighley consideró que se había «desmoronado» en los días previos al espectáculo, pero que «mágicamente volvió a encajar» con el tiempo. La Game Awards Orchestra abrió el espectáculo con su nuevo tema musical, una composición original de su director Lorne Balfe, que había trabajado con Keighley en los Spike Video Game Awards. Escribió la pieza para representar el trabajo de Keighley y a la comunidad de jugadores en general. Balfe sugirió que Zimmer y Harry Gregson-Williams actuaran junto a la compositora de Celeste, Lena Raine, y la compositora de Anthem, Sarah Schachner, para ilustrar las industrias del cine, la televisión y los videojuegos combinadas. A Schachner le preocupaba cómo se trasladaría la partitura de Anthem a una interpretación orquestal, pero, tras arreglar una versión abreviada del tema del juego, descubrió que «todo empezaba a encajar». Para el popurrí del Juego del año, Balfe se vio obligada a esperar hasta que se determinaron los nominados a mediados de noviembre; inmediatamente después del anuncio, el equipo de producción empezó a ponerse en contacto con los estudios para las bandas sonoras de los juegos.

### Anuncios
Durante el evento, se realizaron ventas de algunos juegos nominados y ganadores anteriores en Nintendo eShop, PlayStation Store, Steam y Xbox Games Store. Se hicieron anuncios sobre juegos de reciente lanzamiento y de próxima aparición para:
- Ancestors: The Humankind Odyssey
- Anthem
- Dauntless
- Dead by Daylight
- Devil May Cry 5
- Fortnite
- Forza Horizon 4
- Magic: The Gathering Arena
- PlayerUnknown's Battlegrounds
- Psychonauts 2
- Rage 2
- Rocket League
- Super Smash Bros. Ultimate
- The Stanley Parable

Entre los nuevos juegos anunciados durante la ceremonia figuran:
- Among Trees
- Atlas
- Crash Team Racing Nitro-Fueled
- Dragon Age 4
- Far Cry New Dawn
- Hades
- Journey to the Savage Planet
- The Last Campfire
- Marvel Ultimate Alliance 3: The Black Order
- Mortal Kombat 11
- The Outer Worlds
- The Pathless
- Sayonara Wild Hearts
- Scavengers
- Stranger Things 3: The Game
- Survived By

Greg Kasavin y Amir Rao de Supergiant Games se pusieron en contacto con Keighley tras la ceremonia de 2017; se reunieron en la Cumbre D.I.C.E. en febrero de 2018 y le propusieron la revelación y el lanzamiento en acceso anticipado de Hades. La revelación de Mortal Kombat 11 se estuvo preparando durante casi un año. Los desarrolladores de The Last Night estuvieron en contacto con Keighley para mostrar el juego, pero se vieron obligados a retirarse uno o dos meses antes debido a una disputa con el editor.

## Ganadores y nominados

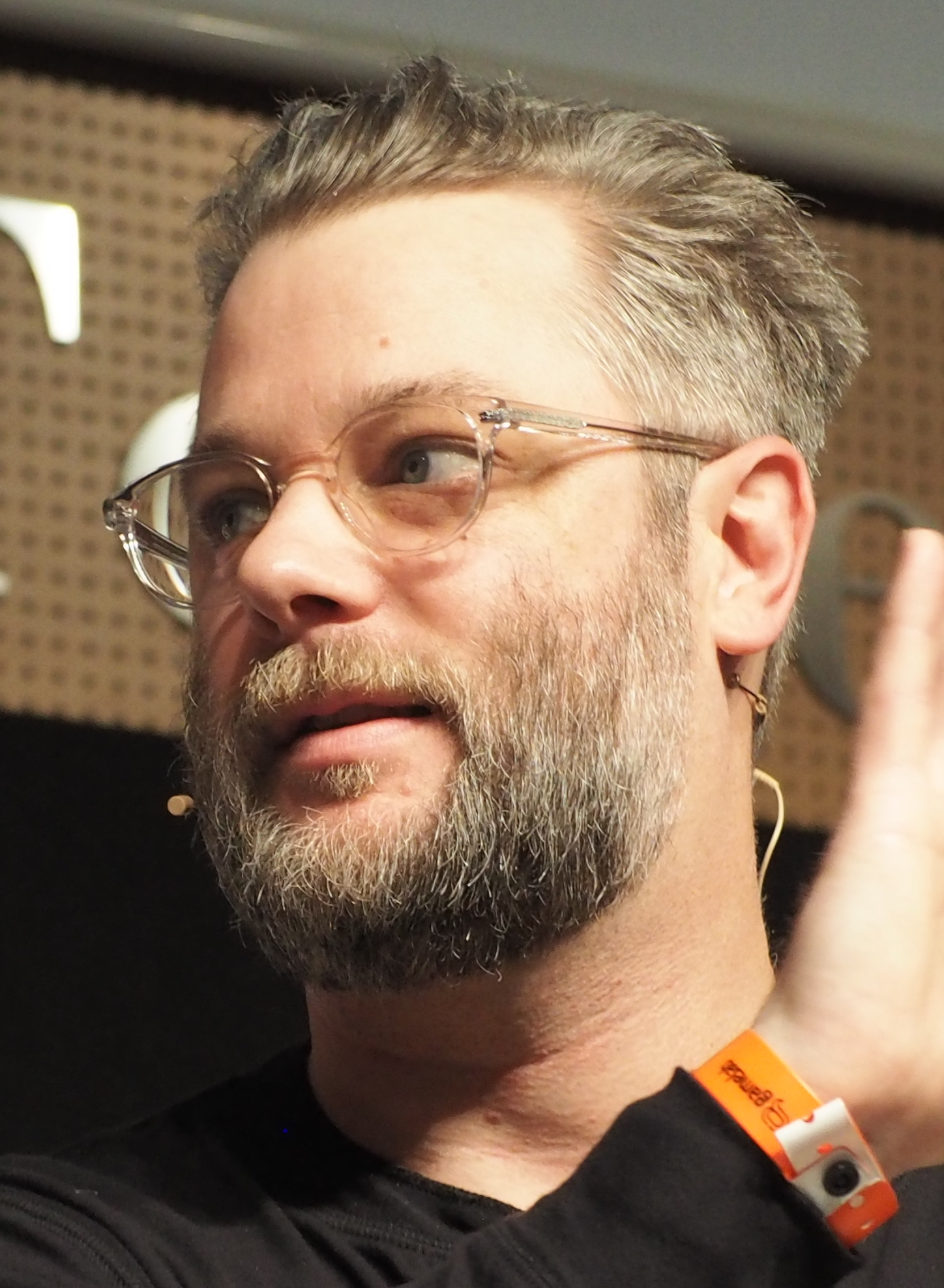
Cory Barlog ganó el premio a la Mejor Dirección de Juego y aceptó el de Juego del Año por God of War.

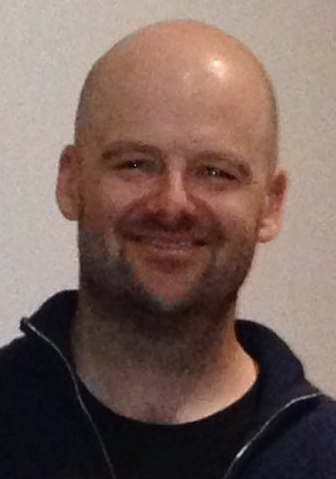
Dan Houser, co-ganador del premio a la Mejor Narrativa por Red Dead Redemption 2.

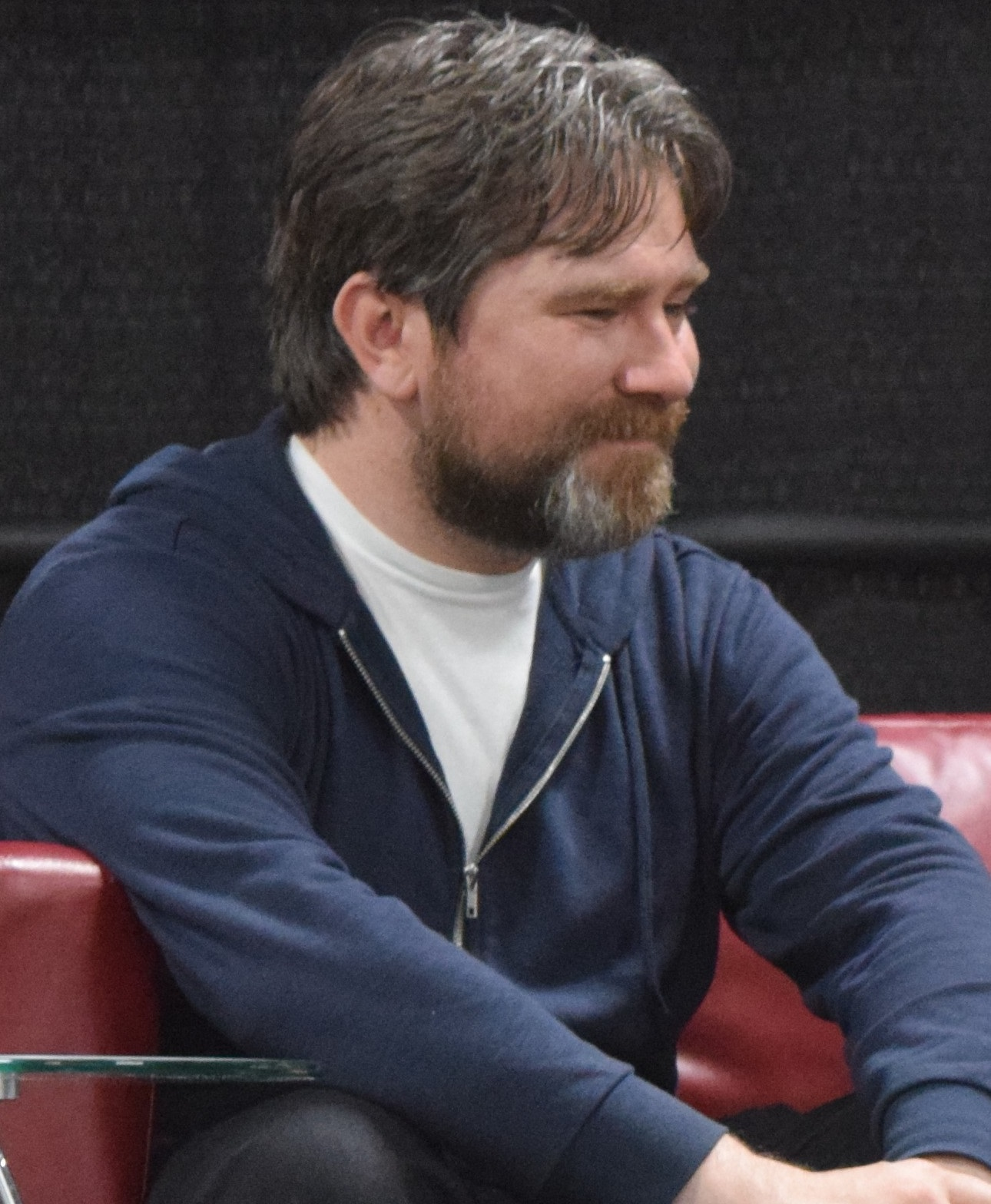
Roger Clark ganó el premio a la mejor interpretación por su papel de Arthur Morgan en Red Dead Redemption 2.

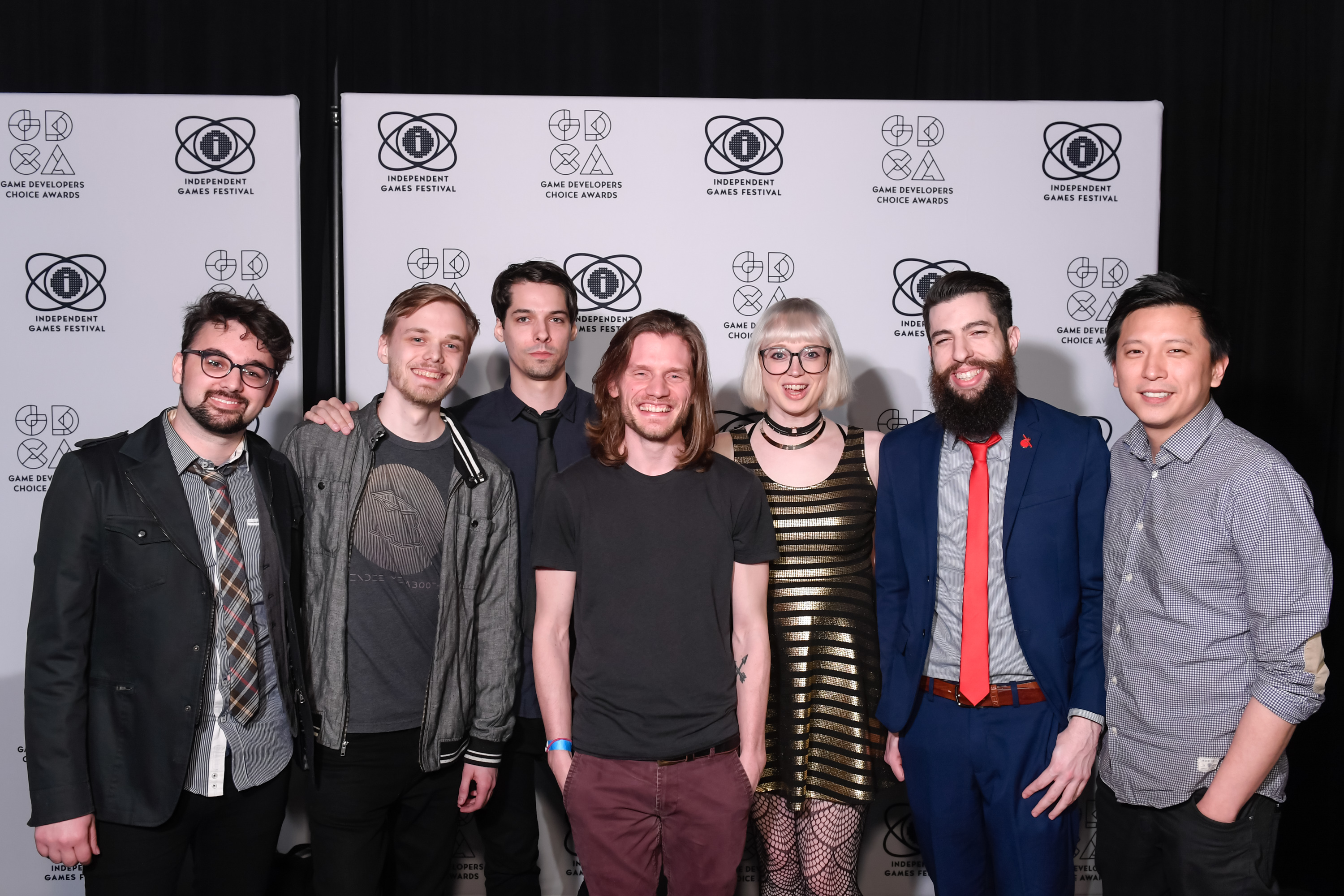
El equipo de Maddy Makes Games ganó los premios Games for Impact y Best Independent Game por Celeste.

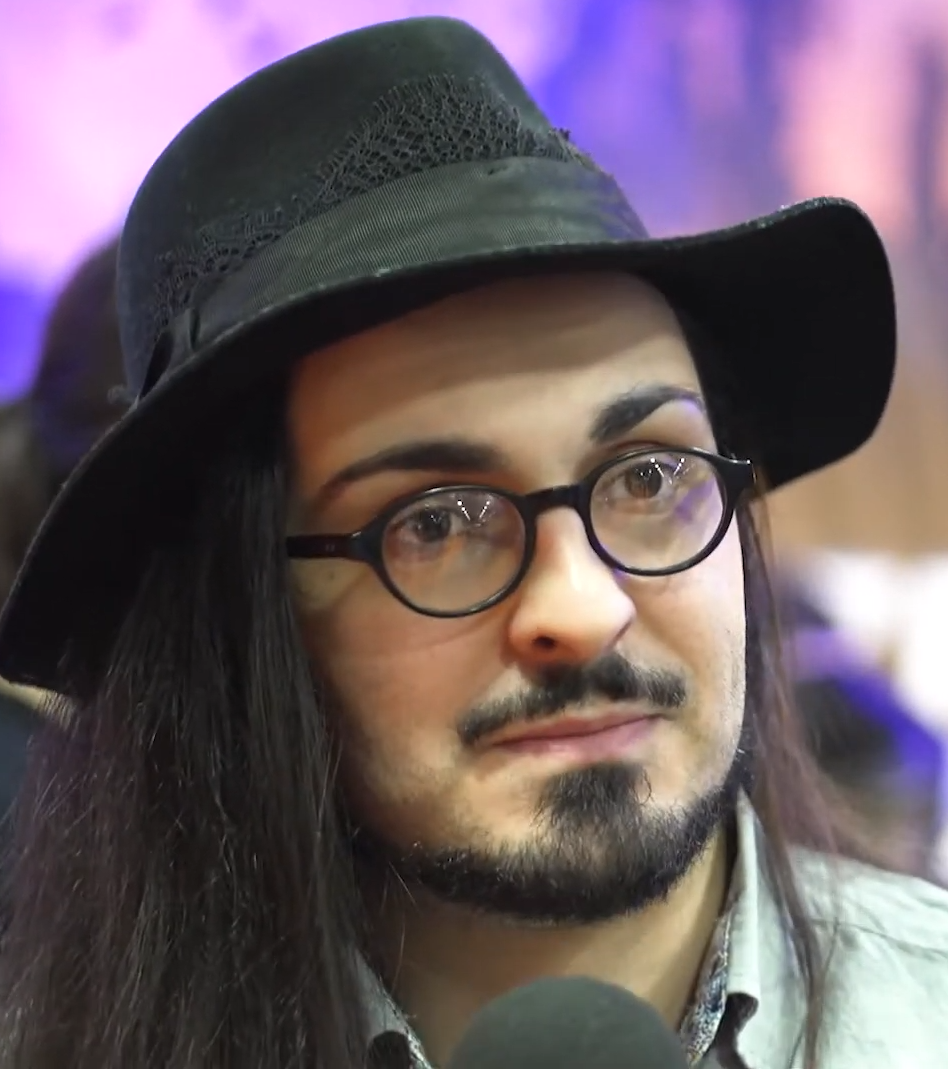
Yohann Laulan recogió el premio al mejor juego de acción por Dead Cells junto a Benjamin Laulan.

Los nominados a The Game Awards 2018 se anunciaron el 13 de noviembre de 2018; el anuncio recibió más tráfico del previsto, con cinco veces más visitantes de lo habitual, lo que colapsó el sitio web durante varias horas. Cualquier juego lanzado en o antes del 16 de noviembre de 2018 era elegible para consideración. Los nominados fueron seleccionados por un jurado compuesto por miembros de 69 medios de comunicación de todo el mundo. Los ganadores se determinaron entre el jurado (90 %) y los votos del público (10 %); esta última se celebró a través del sitio web oficial y en plataformas de medios sociales y tecnologías como Amazon Alexa, Bilibili, Discord, Facebook Messenger, Google Assistant y Twitter. Las votaciones realizadas en el sitio web oficial y compartidas en las redes sociales recibieron un 10 % de ponderación adicional en el cálculo de los votos de los fanáticos. Se registraron más de 10,5 millones de votos, un 50% más que el año anterior.
El premio Trending Gamer de ediciones anteriores se ha dividido en dos: Creador de contenidos del año, para los creadores de contenidos de videojuegos nuevos e innovadores, como los streamers en directo y los creadores de vídeos; y el programa Global Gaming Citizens, para reconocer a los galardonados que mejoran sus comunidades a través de los videojuegos. Para la edición de 2018 se han añadido premios adicionales a los deportes electrónicos. Las candidaturas al mejor juego para estudiantes estuvieron abiertas en septiembre y octubre. El jurado estuvo compuesto por miembros de la industria, como Jenova Chen, Todd Howard, Hideo Kojima y Vince Zampella.

### Premios
Los ganadores aparecen en primer lugar, resaltados en negrita e indicados con una doble daga (‡).

#### Videojuegos
| Juego del año | Mejor dirección de juego |
| --- | --- |
| - God of War – Santa Monica Studio / Sony Interactive Entertainment ‡ - Assassin's Creed Odyssey – Ubisoft Quebec / Ubisoft - Celeste – Maddy Makes Games - Marvel's Spider-Man – Insomniac Games / Sony Interactive Entertainment - Monster Hunter: World – Capcom - Red Dead Redemption 2 – Rockstar Games                          | - God of War – Santa Monica Studio / Sony Interactive Entertainment ‡ - A Way Out – Hazelight Studios / Electronic Arts - Detroit: Become Human – Quantic Dream / Sony Interactive Entertainment - Marvel's Spider-Man – Insomniac Games / Sony Interactive Entertainment - Red Dead Redemption 2 – Rockstar Games               |
| Mejor narrativa | Mejor dirección artística |
| - Red Dead Redemption 2 – Rockstar Games ‡ - Detroit: Become Human – Quantic Dream / Sony Interactive Entertainment - God of War – Santa Monica Studio / Sony Interactive Entertainment - Life Is Strange 2: Episode 1 – Dontnod Entertainment / Square Enix - Marvel's Spider-Man – Insomniac Games / Sony Interactive Entertainment | - Return of the Obra Dinn – 3909 LLC ‡ - Assassin's Creed Odyssey – Ubisoft Quebec / Ubisoft - God of War – Santa Monica Studio / Sony Interactive Entertainment - Red Dead Redemption 2 – Rockstar Games - Octopath Traveler – Square Enix Business Division 11, Acquire / Nintendo                                             |
| Mejor banda sonora/música | Mejor diseño de audio |
| - Red Dead Redemption 2 – Woody Jackson ‡ - Celeste – Lena Raine - God of War – Bear McCreary - Marvel's Spider-Man – John Paesano - Ni no Kuni II: El renacer de un reino – Joe Hisaishi - Octopath Traveler – Yasunori Nishiki | - Red Dead Redemption 2 – Rockstar Games ‡ - Call of Duty: Black Ops 4 – Treyarch / Activision - Forza Horizon 4 – Playground Games / Microsoft Studios - God of War – Santa Monica Studio / Sony Interactive Entertainment - Marvel's Spider-Man – Insomniac Games / Sony Interactive Entertainment                             |
| Mejor rendimiento | Juegos de impacto |
| - Roger Clark como Arthur Morgan – Red Dead Redemption 2 ‡ - Bryan Dechart como Connor – Detroit: Become Human - Christopher Judge como Kratos – God of War - Yuri Lowenthal como Spider-Man – Marvel's Spider-Man - Melissanthi Mahut como Kassandra – Assassin's Creed Odyssey                                                      | - Celeste – Maddy Makes Games ‡ - 11-11: Memories Retold – DigixArt, Aardman Animations / Bandai Namco Entertainment - Florence – Mountains / Annapurna Interactive - Life Is Strange 2: Episode 1 – Dontnod Entertainment / Square Enix - The Missing: J.J. Macfield and the Island of Memories – White Owls / Arc System Works |
| Mejor juego en curso | Mejor juego independiente |
| - Fortnite – Epic Games ‡ - Destiny 2: Forsaken – Bungie / Activision - No Man's Sky – Hello Games - Overwatch – Blizzard Entertainment - Tom Clancy's Rainbow Six: Siege – Ubisoft Montreal / Ubisoft | - Celeste – Maddy Makes Games ‡ - Dead Cells – Motion Twin - Into the Breach – Subset Games - The Messenger – Sabotage / Devolver Digital - Return of the Obra Dinn – 3909 LLC |
| Mejor juego para móvil | Mejor juego VR/AR |
| - Florence – Mountains / Annapurna Interactive ‡ - Donut County – Ben Esposito / Annapurna Interactive - Fortnite – Epic Games - PUBG Mobile – Lightspeed & Quantum / Tencent Games - Reigns: Game of Thrones – Nerial / Devolver Digital                                                                                             | - Astro Bot Rescue Mission – Japan Studio / Sony Interactive Entertainment ‡ - Beat Saber – Beat Games - Firewall: Zero Hour – First Contact Entertainment / Sony Interactive Entertainment - Moss – Polyarc Games - Tetris Effect – Resonair / Enhance, Inc.                                                                    |
| Mejor juego de acción | Mejor juego de acción y aventura |
| - Dead Cells – Motion Twin ‡ - Call of Duty: Black Ops 4 – Treyarch / Activision - Destiny 2: Forsaken – Bungie / Activision - Far Cry 5 – Ubisoft - Mega Man 11 – Capcom | - God of War – Santa Monica Studio / Sony Interactive Entertainment ‡ - Assassin's Creed Odyssey – Ubisoft Quebec / Ubisoft - Marvel's Spider-Man – Insomniac Games / Sony Interactive Entertainment - Red Dead Redemption 2 – Rockstar Games - Shadow of the Tomb Raider – Eidos Montréal / Square Enix                         |
| Mejor juego de rol | Mejor juego de lucha |
| - Monster Hunter: World – Capcom ‡ - Dragon Quest XI – Square Enix - Ni no Kuni II: El renacer de un reino – Level-5 / Bandai Namco Entertainment - Octopath Traveler – Square Enix Business Division 11, Acquire / Nintendo - Pillars of Eternity II: Deadfire – Obsidian Entertainment                                              | - Dragon Ball FighterZ – Arc System Works / Bandai Namco Entertainment ‡ - BlazBlue: Cross Tag Battle – Arc System Works - Soulcalibur VI – Bandai Namco Studios, Dimps / Bandai Namco Entertainment - Street Fighter V: Arcade Edition – Capcom                                                                                 |
| Mejor juego familiar | Mejor juego de estrategia |
| - Overcooked 2 – Ghost Town Games / Team17 ‡ - Mario Tennis Aces – Camelot Software Planning / Nintendo - Nintendo Labo – Nintendo - Starlink: Battle for Atlas – Ubisoft Toronto / Ubisoft - Super Mario Party – NDcube / Nintendo                                                                                                   | - Into the Breach – Subset Games ‡ - The Banner Saga 3 – Stoic / Versus Evil - BattleTech – Harebrained Schemes / Paradox Interactive - Frostpunk – 11 bit studios - Valkyria Chronicles 4 – Sega |
| Mejor juego deportivo/de carreras | Mejor juego multijugador |
| - Forza Horizon 4 – Playground Games / Microsoft Studios ‡ - FIFA 19 – EA Vancouver / EA Sports - Mario Tennis Aces – Camelot Software Planning / Nintendo - NBA 2K19 – Visual Concepts / 2K Sports - Pro Evolution Soccer 2019 – PES Productions / Konami                                                                            | - Fortnite – Epic Games ‡ - Call of Duty: Black Ops 4 – Treyarch / Activision - Destiny 2: Forsaken – Bungie / Activision - Monster Hunter: World – Capcom - Sea of Thieves – Rare / Microsoft Studios |
| Mejor juego de estudiantes | Mejor primer juego independiente |
| - Combat 2018 – Inland Norway University of Applied Sciences ‡ - Dash Quasar – UC Santa Cruz - JERA – DigiPen Bilbao, Spain - LIFF – ISART Digital - RE: Charge – MIT | - The Messenger – Sabotage / Devolver Digital ‡ - Donut County – Ben Esposito / Annapurna Interactive - Florence – Mountains / Annapurna Interactive - Moss – Polyarc Games - Yoku's Island Express – Villa Gorilla |

#### Deportes electrónicos y creadores
| Mejor juego de deportes electrónicos | Mejor jugador de deportes electrónicos |
| --- | --- |

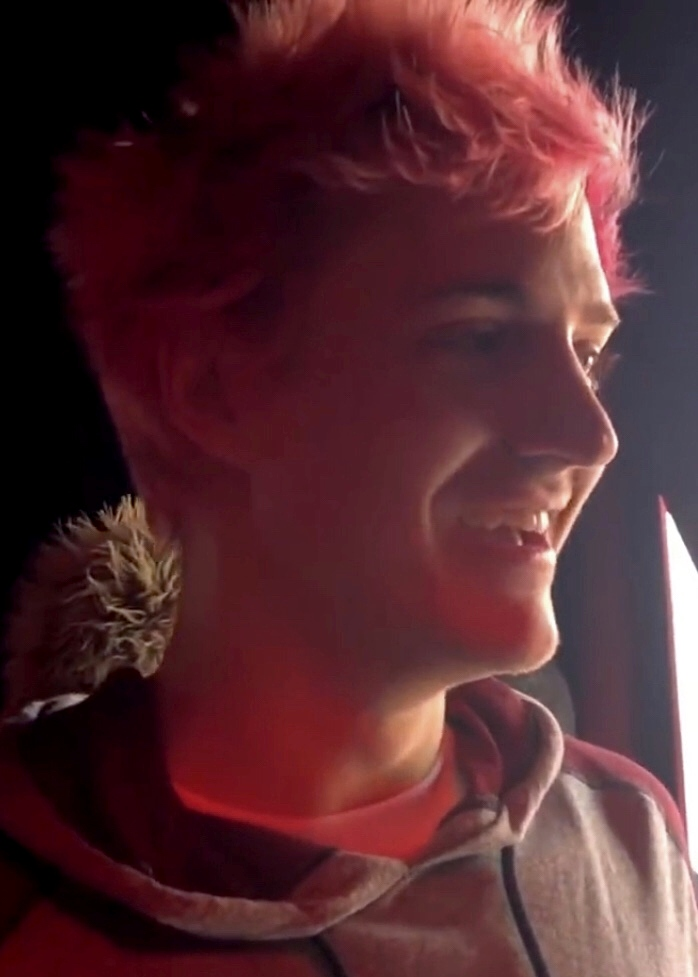
Ninja recibió el premio al Creador de Contenidos del Año.

| - Overwatch – Blizzard Entertainment ‡ - Counter-Strike: Global Offensive – Valve - Dota 2 – Valve - Fortnite – Epic Games - League of Legends – Riot Games | - Dominique «SonicFox» McLean (Echo Fox) ‡ - Sung-hygeon «JJoNak» Bang (New York Excelsior) - Oleksandr «s1mple» Kostyliev (Natus Vincere) - Hajime «Tokidov Taniguchi (Echo Fox) - Jian «Uzi» Zi-Hao (Royal Never Give Up) |
| Mejor equipo de deportes electrónicos | Mejor entrenador de deportes electrónicos |
| - Cloud9 (League of Legends) ‡ - Astralis (Counter-Strike: Global Offensive) - Fnatic (League of Legends) - London Spitfire (Overwatch League) - OG (Dota 2) | - Bok «Reapered» Han-gyu (Cloud9) ‡ - Christian «ppasarel» Banaseanu (OG) - Dylan Falco (Fnatic) - Jakob «YamatoCannon» Mebdi (Team Vitality) - Janko «YNk» Paunovic (MiBR) - Danny «zonic» Sorensen (Astralis)             |
| Mejor evento de deportes electrónicos | Mejor anfitrión de deportes electrónicos |
| - Campeonato Mundial de League of Legends 2018 ‡ - 2018 Overwatch League Grand Finals - ELEAGUE Major: Boston 2018 - Evo 2018 - The International 2018 | - Eefje «Sjokz» Depoortere ‡ - Anders Blume - Paul "Redeye" Chaloner - Alex "Goldenboy" Mendez - Alex "Machine" Richardson                                                                                                  |
| Mejor momento de los deportes electrónicos | Creador de contenidos del año |
| - Cloud9 remonta en triple OT contra Faze (ELEAGUE Major: Boston 2018) ‡ - G2 vence a RNG (Campeonato Mundial de League of Legends 2018) - KT contra IG raza base (League of Legends World Championship) - La masiva derrota de OG contra LGD (The International 2018) - Cambio de bando de SonicFox contra Go1 (Evo 2018) | - Ninja ‡ - DrLupo - Pokimane - Willyrex |

#### Premios honoríficos
| Premio Icono de la Industria | Ciudadanos globales del juego              |
| ---------------------------- | ------------------------------------------ |
| - Greg Thomas                | - Sadia Bashir - Steven Spohn - Lual Mayen |

### Juegos con múltiples nominaciones y premios

#### Varias nominaciones
God of War y Red Dead Redemption 2 recibieron ocho nominaciones cada uno, la mayor cantidad en la historia del programa en ese momento. Otros juegos con múltiples nominaciones fueron Marvel's Spider-Man, con siete, y Assassin's Creed Odyssey, Celeste y Fortnite, con cuatro cada uno. Sony Interactive Entertainment obtuvo 20 nominaciones en total, más que ningún otro editor, seguido de Rockstar Games con ocho y Square Enix y Ubisoft con siete cada uno.
| Candidaturas | Juego                                 |
| ------------ | ------------------------------------- |
| 8            | God of War                            |
| 8            | Red Dead Redemption 2                 |
| 7            | Marvel's Spider-Man                   |
| 4            | Assassin's Creed Odyssey              |
| 4            | Celeste                               |
| 4            | Fortnite                              |
| 3            | Call of Duty: Black Ops 4             |
| 3            | Destiny 2                             |
| 3            | Detroit: Become Human                 |
| 3            | Florence                              |
| 3            | Monster Hunter: World                 |
| 3            | Octopath Traveler                     |
| 2            | Dead Cells                            |
| 2            | Donut County                          |
| 2            | Forza Horizon 4                       |
| 2            | Into the Breach                       |
| 2            | Life Is Strange 2                     |
| 2            | Mario Tennis Aces                     |
| 2            | The Messenger                         |
| 2            | Moss                                  |
| 2            | Ni no Kuni II: El renacer de un reino |
| 2            | Return of the Obra Dinn               |
| 2            | Overwatch                             |

| Candidaturas | Editor                         |
| ------------ | ------------------------------ |
| 20           | Sony Interactive Entertainment |
| 8            | Rockstar Games                 |
| 7            | Square Enix                    |
| 7            | Ubisoft                        |
| 6            | Activision                     |
| 6            | Nintendo                       |
| 5            | Annapurna Interactive          |
| 5            | Bandai Namco Entertainment     |
| 5            | Capcom                         |
| 4            | Epic Games                     |
| 4            | Maddy Makes Games              |
| 3            | Devolver Digital               |
| 3            | Microsoft Studios              |
| 2            | 3909 LLC                       |
| 2            | Arc System Works               |
| 2            | Blizzard Entertainment         |
| 2            | Electronic Arts                |
| 2            | Motion Twin                    |
| 2            | Polyarc Games                  |
| 2            | Subset Games                   |
| 2            | Valve                          |

#### Múltiples premios
Red Dead Redemption 2 fue el más premiado con cuatro galardones, empatando así como el juego más premiado en la historia de la feria hasta la fecha. God of War se llevó tres premios, mientras que Celeste y Fortnite ganaron dos. Rockstar Games y Sony Interactive Entertainment fueron los editores más galardonados, con cuatro victorias cada uno, mientras que Epic Games y Maddy Makes Games obtuvieron dos.
| Candidaturas | Juego                 |
| ------------ | --------------------- |
| 4            | Red Dead Redemption 2 |
| 3            | God of War            |
| 2            | Celeste               |
| 2            | Fortnite              |

| Candidaturas | Editor                         |
| ------------ | ------------------------------ |
| 4            | Rockstar Games                 |
| 4            | Sony Interactive Entertainment |
| 2            | Epic Games                     |
| 2            | Maddy Makes Games              |

## Presentadores y artistas

### Presentadores

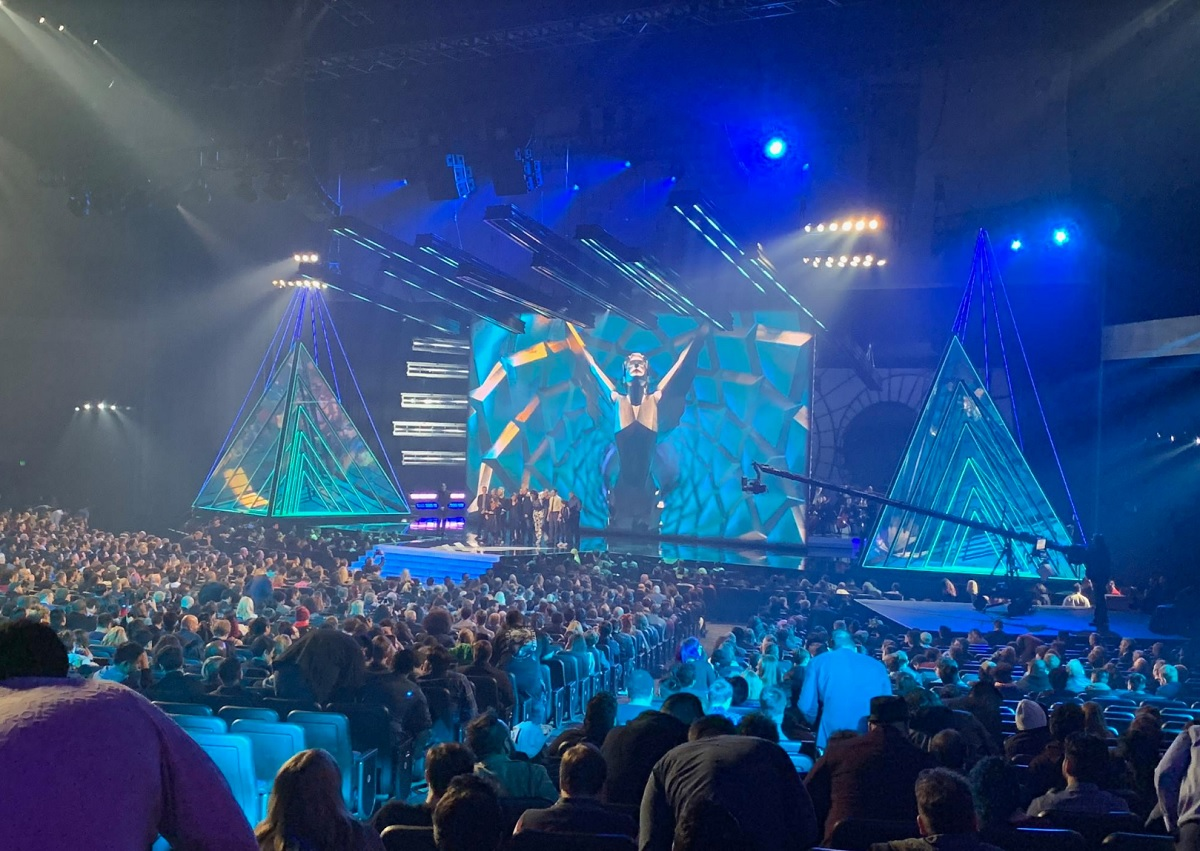
Santa Monica Studio en el escenario tras ganar el premio al Juego del año por God of War.

Las siguientes personas, enumeradas por orden de aparición, entregaron premios o presentaron remolques. Todos los demás premios fueron presentados por Keighley. Aisha Tyler fue anunciada como presentadora, pero se vio obligada a renunciar para rodar Mentes criminales.
| Nombre                | Papel | Ref.   |
| --------------------- | --- | ------ |
| Josef Fares           | Entrega del premio al mejor juego de acción en el preestreno                                               | [ 29 ] |
| Alex Hutchinson       | Presentado el trailer de Journey to the Savage Planet en el preshow                                        | [ 30 ] |
| Reggie Fils-Aimé      | Inauguró el espectáculo con un discurso compartido sobre la unidad en la industria                         | [ 7 ]  |
| Shawn Layden          | Inauguró el espectáculo con un discurso compartido sobre la unidad en la industria                         | [ 7 ]  |
| Phil Spencer          | Inauguró el espectáculo con un discurso compartido sobre la unidad en la industria                         | [ 7 ]  |
| Jacksepticeye         | Entrega del premio a la mejor narrativa                                                                    | [ 7 ]  |
| Pokimane              | Entrega del premio a la mejor narrativa                                                                    | [ 7 ]  |
| Jonah Hill            | Entrega del premio Icono de la Industria                                                                   | [ 31 ] |
| Rosa Salazar          | Presented the award for Best Performance                                                                   | [ 7 ]  |
| Christoph Waltz       | Presented the award for Best Performance                                                                   | [ 7 ]  |
| Jean-Sebastien Decant | Presentado el tráiler de revelación de Far Cry New Dawn                                                    | [ 6 ]  |
| Patrice Désilets      | Presentado el tráiler de juego de Ancestors: The Humankind Odyssey                                         | [ 16 ] |
| Josh Holmes           | Presentado el tráiler de revelación de Scavengers                                                          | [ 32 ] |
| Brendon Urie          | Entrega del premio a la mejor partitura/música                                                             | [ 33 ] |
| Mathieu Coté          | Presentado el tráiler de revelación de Dead by Daylight: Darkness Among Us                                 | [ 28 ] |
| Casey Hudson          | Presentada la historia de Anthem                                                                           | [ 31 ] |
| Crash Bandicoot       | Presentado el tráiler de presentación de Crash Team Racing Nitro-Fueled                                    | [ 34 ] |
| Christopher Judge     | Entrega del premio al Creador de Contenidos del Año                                                        | [ 7 ]  |
| Sunny Suljic          | Entrega del premio al Creador de Contenidos del Año                                                        | [ 7 ]  |
| Leonard Boyarsky      | Presentado el tráiler de revelación de The Outer Worlds                                                    | [ 31 ] |
| Tim Cain              | Presentado el tráiler de revelación de The Outer Worlds                                                    | [ 31 ] |
| Jesse Houston         | Presentado el tráiler de anuncio de Dauntless para consolas                                                | [ 35 ] |
| Joel McHale           | Entrega del premio al Mejor Atleta de Esports                                                              | [ 31 ] |
| Dave Curd             | Presentado el tráiler de Vikendi para PlayerUnknown's Battlegrounds                                        | [ 36 ] |
| Brian Bell            | Presentó a los artistas Ali y Casey Edwards                                                                | [ 28 ] |
| Rivers Cuomo          | Presentó a los artistas Ali y Casey Edwards                                                                | [ 37 ] |
| Jesse Rapczak         | Presentado el tráiler de presentación de Atlas                                                             | [ 38 ] |
| Jeremy Stieglitz      | Presentado el tráiler de presentación de Atlas                                                             | [ 38 ] |
| Ninja                 | Entrega del premio al mejor juego independiente                                                            | [ 33 ] |
| Pepe the King Prawn   | Entrega del premio al mejor juego independiente                                                            | [ 33 ] |
| Elaine Chase          | Anunciado el programa de esports para Magic: The Gathering Arena                                           | [ 39 ] |
| Hermanos Duffer       | Presentado el tráiler revelación de Stranger Things 3: The Game                                            | [ 31 ] |
| Ed Boon               | Presentado el tráiler de presentación de Mortal Kombat 11 y el premio al mejor juego deportivo/de carreras | [ 16 ] |
| Phil Spencer          | Presentado el tráiler de la demo de Devil May Cry 5                                                        | [ 28 ] |
| Lena Raine            | Entrega del premio a la mejor dirección de juego                                                           | [ 28 ] |
| Donald Mustard        | Presentados los tráilers de la séptima temporada y de «The Block» de Fortnite                              | [ 40 ] |
| Hermanos Russo        | Entrega del premio al mejor juego continuo                                                                 | [ 29 ] |
| Reggie Fils-Aimé      | Presentado el tráiler del Joker para Super Smash Bros. Ultimate                                            | [ 16 ] |
| Jeff Kaplan           | Entrega del premio al Juego del año                                                                        | [ 37 ] |

### Artistas
Las siguientes personas o grupos interpretaron números musicales.
| Nombre                         | Canción                 | Juego(s)                   |
| ------------------------------ | ----------------------- | -------------------------- |
| Orquesta de los Game Awards    | Tema de The Game Awards | rowspan="5" —              |
| Harry Gregson-Williams         | Tema de The Game Awards |                            |
| Lena Raine                     | Tema de The Game Awards |                            |
| Sarah Schachner                | Tema de The Game Awards |                            |
| Hans Zimmer                    | Tema de The Game Awards |                            |
| Orquesta de los Game Awards    | «Legion of Dawn»        | Anthem                     |
| Sarah Schachner                |                         | Anthem                     |
| Ali Edwards                    | «Devil Trigger»         | Devil May Cry 5            |
| Casey Edwards                  | «Devil Trigger»         | Devil May Cry 5            |
| Daniel Lanois Rhiannon Giddens | «Mountain Hymn»         | Red Dead Redemption 2      |
| Daniel Lanois Rhiannon Giddens | «Cruel World»           | Red Dead Redemption 2      |
| Daniel Lanois Rhiannon Giddens | «Mountain Finale»       | Red Dead Redemption 2      |
| Daniel Lanois Rhiannon Giddens | «Unshaken»              | Red Dead Redemption 2      |
| Orquesta de los Game Awards    | «Lifelight»             | Super Smash Bros. Ultimate |
| Orquesta de los Game Awards    | Juego del año           | Assassin's Creed Odyssey   |
| Orquesta de los Game Awards    | Juego del año           | Celeste                    |
| Orquesta de los Game Awards    | Juego del año           | God of War                 |
| Orquesta de los Game Awards    | Juego del año           | Marvel's Spider-Man        |
| Orquesta de los Game Awards    | Juego del año           | Monster Hunter: World      |
| Orquesta de los Game Awards    | Juego del año           | Red Dead Redemption 2      |

## Recepción

### Candidatos

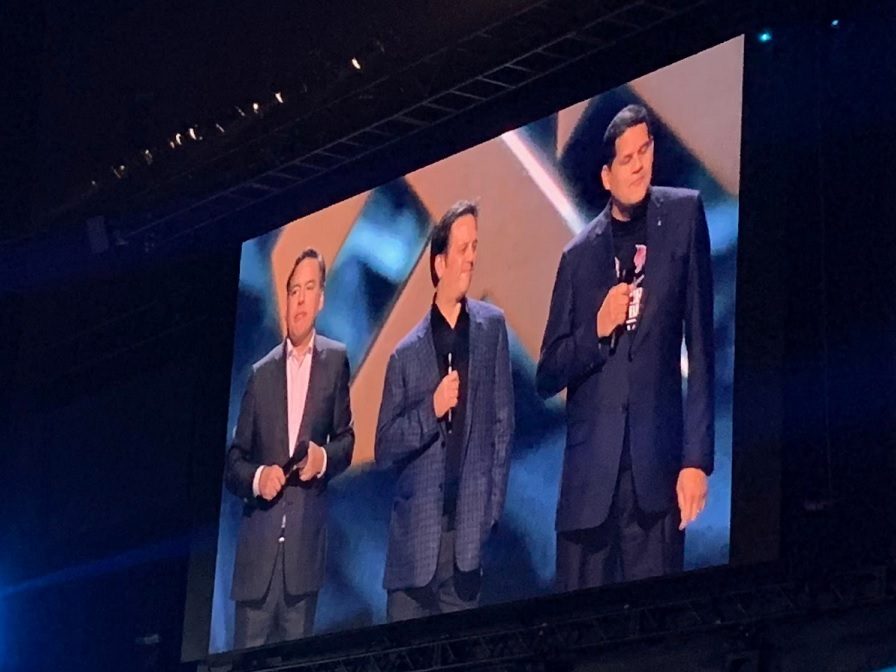
El discurso de apertura de la feria a cargo de (de izquierda a derecha) Shawn Layden de PlayStation, Phil Spencer de Xbox, y Reggie Fils-Aimé de Nintendo, fue elogiado como uno de los momentos más destacados de la ceremonia.

Dean Takahashi de VentureBeat opina que el éxito de God of War y Red Dead Redemption 2 ha demostrado «el poder de los ciclos de desarrollo largos con equipos enormes»; los juegos tardaron siete y ocho años en desarrollarse, respectivamente. Louise Blain de la BBC consideró «refrescante» la cantidad de nominados para un solo jugador, tras los debates sobre los juegos continuos como futuro de la industria. Algunos periodistas se mostraron gratamente sorprendidos por la nominación de Celeste a Juego del Año. Matthew Byrd de Den of Geek observó una falta de variedad en los nominados, pero consideró que todos eran de gran calidad; describió el Mejor Juego Independiente como «una categoría repleta», aunque señaló que Celeste tenía garantizada la victoria debido a su nominación a Juego del Año.

### Ceremonia
Varios periodistas destacaron el discurso compartido de Fils-Aimé, Layden y Spencer como punto culminante de la ceremonia; Chris Hinton de Destructoid escribió que «reforzó absolutamente la imagen de The Game Awards». Takahashi de VentureBeat elogió el espectáculo por sus sorpresas y escribió que demuestra «el brillante futuro de los videojuegos». Se mostró gratamente sorprendido por la victoria de God of War como Juego del Año, aunque señaló que él personalmente votó por Red Dead Redemption 2, y dijo que su momento favorito fue Christopher Judge imitando en el escenario su interpretación de Kratos a Sunny Suljic, que encarnaba a Atreus, el hijo de Kratos. Sammy Barker de Push Square escribió que el espectáculo estuvo «muy cerca» de tocar techo y alabó la mezcla de celebración y anuncios.
El personal de Shacknews consideró que el espectáculo había mejorado con respecto a años anteriores, sobre todo en su presentación y profesionalidad, aunque la victoria de God of War polarizó al equipo. Para Heather Alexandra de Kotaku el discurso de aceptación de SonicFox fue uno de los momentos más sinceros de la gala. CJ Andriessen de Destructoid criticó que el programa se centrara más en los anuncios que en los premios, y señaló que los tráilers tuvieron más tiempo en pantalla que los ganadores. Megan Farokhmanesh de The Verge destacó los problemáticos ganadores del programa, como el uso de improperios racistas por parte de Ninja y su negativa a retransmitir con mujeres y el uso de prácticas de crujido por parte de Red Dead Redemption 2.

### Audiencia
Los Game Awards 2018 han sido la ceremonia más vista hasta la fecha. Se utilizaron más de 26,2 millones de streams para ver el espectáculo, lo que supone un aumento del 128 % respecto a los 11,5 millones de la ceremonia de 2017. En su punto álgido, el espectáculo tuvo más de cuatro millones de espectadores simultáneos, 1,13 millones de ellos en Twitch. La retransmisión en Twitter tuvo 1,3 veces más espectadores únicos que el año anterior. El espectáculo fue la principal tendencia mundial en Twitter; el uso del hashtag #TheGameAwards aumentó 1,6 veces con respecto al espectáculo anterior, y la conversación general se multiplicó por 1,9. En Weibo, las 310 000 publicaciones únicas relacionadas con los premios recibieron más de 56 millones de visitas. Más de 3 300 usuarios de Twitch retransmitieron el espectáculo, lo que supone un aumento del 140 %.